# Jacobus Cornelis Bloem

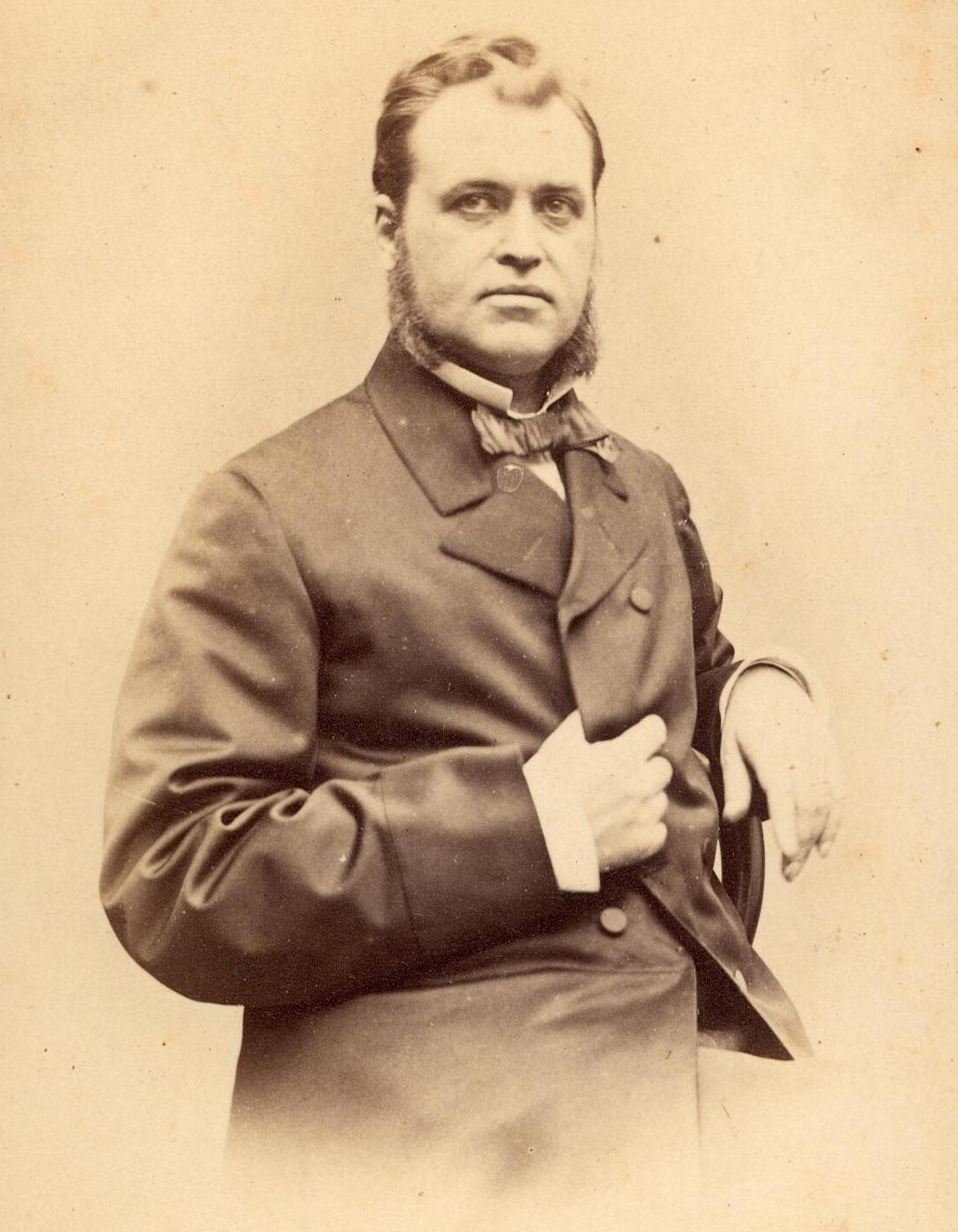
Jacobus Cornelis Bloem

Jacobus Cornelis Bloem (* 25. Februar 1822 in Tilburg, Provinz Noord-Brabant; † 1. September 1902 in Den Haag) war ein niederländischer konservativer Politiker, der unter anderem zwischen 1885 und 1888 im Kabinett Heemskerk Azn. Finanzminister war. Er verzichtete auf umfassende Reformen des Steuersystems und hatte mit seiner Gesetzgebung gemischten Erfolg. Das wichtigste Gesetz, das er im Staatsblad veröffentlichte, war das über die staatliche Lotterie.

## Leben
Jacobus Cornelis Bloem, Sohn von Arend Bloom und dessen Ehefrau Petronella Johanna Spelthaan, begann nach dem Schulbesuch am 7. September 1843 ein Studium an der Königlichen Akademie zu Delft und trat nach deren Abschluss im April 1848 in die Staatliche Steuerverwaltung ein und war dort zunächst in der Steuerannahmestelle sowie zuletzt bis April 1860 als Steuerkontrolleur tätig. Daraufhin war er mit dem Titel Referendaris zwischen April 1860 und September 1867 Leiter der Abteilung Direkte Steuern sowie zugleich von September 1866 bis Juni 1873 Hauptinspekteur für direkte Steuern, Kataster, Ein- und Ausgangszölle sowie Verbrauchsteuern im Finanzministerium. Er bekleidete danach seit Juni 1873 kein öffentliches Amt, war aber zwischen dem 4. September 1880 und Mai 1885 Mitglied des Stadtrates von Den Haag. 
Nachdem Bloem im April 1883 als einer von vier Kandidaten die Annahme des Amtes als Finanzminister noch abgelehnt hatte, übernahm er nach dem Rücktritt von Willem Johan Lucas Grobbée am 5. Mai 1885 den Posten als Finanzminister (Minister van Financiën) im Kabinett Heemskerk Azn. und bekleidete dieses bis zum 21. April 1888. Am 18. Juni 1885 lehnte die Zweite Kammer der Generalstaaten den von ihm vertretenen Gesetzentwurf zur Erhöhung und Ausweitung des Übertragungsrechts bei Unternehmen ab. Am 20. Juli 1885 lehnte die Erste Kammer der Generalstaaten den von ihm vertretenen Gesetzentwurf zur Erhöhung und Ausweitung der Stempelsteuer auf Wertpapiere ab; ein zweiter von ihm verteidigter Vorschlag wurde jedoch im Dezember 1885 im Staatsblad veröffentlicht. 1886 wurde ein Gesetz erlassen, das vierhundert in dreihundert verzinsliche Staatsschulden umwandelte, und 1887 ein Gesetz zur Verlängerung der Befreiung vom Patentrecht und ein Gesetz zur Verlängerung der Befreiung von der Grundsteuer. Das wichtigste Gesetz, das er im Staatsblad veröffentlichte, war das Gesetz über die staatliche Lotterie vom 23. Juli 1885.
In erster Ehe war er seit dem 18. Juni 1850 mit Catharina Petronella Susanna Hugenholtz (1819–1865) verheiratet. Einer seiner Söhne, Jacobus Willem Cornelis Bloem (1857–1922) war zwischen 1886 und 1903 Bürgermeister von Oudshoorn sowie von 1915 bis zu dessen Tod 1922 Bürgermeister von Stad-Hardenberg. Dessen Sohn war der Dichter und Essayist Jakobus Cornelis „J. C.“ Bloem (1887–1966). In zweiter Ehe heiratete er am 20. Mai 1868 Caroline Jeanette Constance Bik (*1841; †).